# Carl Wilhelm Leopold Krug
Carl Wilhelm Leopold Krug, kurz Leopold Krug, auch Karl, (* 1. September 1833 auf Gut Mühlenbeck bei Pankow; † 5. April 1898 in Berlin-Lichterfelde) war ein preußischer, deutscher Botaniker, Ethnologe, Autor und Mäzen.
Sein botanisches Autorenkürzel lautet „Krug“.

## Leben
Er war der Sohn des Rittergutsbesitzers Karl Krug auf Gut Mühlenbeck und der Auguste Ulrici. Sein Großvater war der deutsche Nationalökonom und Statistiker Leopold Krug (1770–1843).
Getauft wurde Krug am 8. Oktober 1833 in der Sophienkirche in Berlin. Erzogen wurde er im elterlichen Haus, am Joachimsthaler Gymnasium sowie am Gymnasium zum Grauen Kloster in Berlin. Nach einer kaufmännischen Lehre in Hamburg ab 1856 wurde er von der Weltfirma Schulze und Co. angestellt. In Mayagüez auf Puerto Rico ging die Firmenführung bald in seine Hände über. In Puerto Rico heiratete er am 21. Oktober 1879 die spanische Witwe Tula de Chavarry (1839–1911) und adoptierte deren Sohn aus erster Ehe, Pedro Fernandez. Die Ehe blieb kinderlos.
Er war deutscher und englischer Konsul in Mayagüez.
Seine umfangreichen Sammlungen auf dem Gebiet der Fauna überließ er zur Bearbeitung dem Berliner zoologischen Museum. Sein aus 20 Bänden bestehender Katalog der Flora, Catalogus plantarum omnium Indiae occidentalis, den er in den Jahren 1884 bis 1898 angefertigt hatte, schenkte er dem Botanischen Museum in Berlin. Für die Bearbeitung sowie weitere örtliche Forschung auf den Westindischen Inseln leistete er erhebliche Zuschüsse aus eigenen Mitteln. So unterstützte er die Forschungen von Paul Sintenis in Costa Rica. Seine Völkerkundliche Sammlungen übergab Krug dem Ethnologischen Museum in Berlin.
18?6 kehrte er zurück nach Berlin und wohnte in Lichterfelde-Ost, Marienplatz 8–10. Krug ist neben seiner Ehefrau auf dem Friedhof Lichterfelde bestattet. Eine eingehende Würdigung seines Schaffens brachte nach seinem Tod die National-Zeitung (Ausgabe Nr. 238 vom 15. April 1898) sowie der Bericht der Deutschen Botanischen Gesellschaft (Band XVI, 1898).

## Auszeichnungen
Krug wurde von der spanischen Regierung mit dem Großkreuz des Ordens der Königin Isabella der Katholischen und damit mit dem Rang eines Granden mit Sitz in den Cortes ausgezeichnet. Die preußische Regierung verlieh ihm auf Grund seiner Forschungen auf dem Gebiet der Fauna und Flora Westindiens den Titel Professor. 

## Dedikationsnamen
Die Pflanzengattung Krugiodendron der Kreuzdorngewächse wurde nach ihm benannt.
Johannes Christopher Gundlach benannte 1874 Gymnoglaux Krugii nach Krug, ein Name der heute als Synonym zur Nacktfuß-Kreischeule (Gymnasio nudipes nudipes (Daudin, 1800)).

## Werke
- Catalogus plantarum omnium Indiae occidentalis, Manuskript, 20 Bände, Berlin 1884–1898
- Nomina vernacula plantarum Indiae occidentalis, 1868–1893